# Теєр (округ, Небраска)
Шаблон:StateAbbr_ 40°11′ пн. ш. 97°35′ зх. д. / 40.18° пн. ш. 97.59° зх. д.
Округ Теєр (англ. Thayer County) — округ (графство) у штаті Небраска, США. Ідентифікатор округу 31169.

## Історія
Округ утворений 1872 року.

## Демографія
За даними перепису 
2000 року 
загальне населення округу становило 6055 осіб, усе сільське.
Серед мешканців округу чоловіків було 2963, а жінок — 3092. В окрузі було 2541 домогосподарство, 1691 родин, які мешкали в 2828 будинках.
Середній розмір родини становив 2,9.
Віковий розподіл населення поданий у таблиці:
| Стать    | До 15 років | 15-21 | 22-29 | 30-39 | 40-49 | 50-65 | 65-85 | Понад 85 |
| -------- | ----------- | ----- | ----- | ----- | ----- | ----- | ----- | -------- |
| Чоловіки | 591         | 257   | 190   | 329   | 449   | 520   | 544   | 83       |
| Жінки    | 559         | 237   | 169   | 331   | 423   | 514   | 683   | 176      |

## Суміжні округи
- Філлмор — північ
- Салін — північний схід
- Джефферсон — схід
- Вашингтон, Канзас — південний схід
- Ріпаблік, Канзас — південь
- Наколлс — захід

## Виноски
1. ↑  US Decennial Census. US Census Bureau. Процитовано 12 грудня 2014.
2. ↑  Historical Census Browser. University of Virginia Library. Архів оригіналу за 11 серпня 2012. Процитовано 12 грудня 2014.
3. ↑  Population of Counties by Decennial Census: 1900 to 1990. US Census Bureau. Процитовано 12 грудня 2014.
4. ↑  Census 2000 PHC-T-4. Ranking Tables for Counties: 1990 and 2000 (PDF). US Census Bureau. Процитовано 12 грудня 2014.
5. ↑  State & County QuickFacts. US Census Bureau. Архів оригіналу за 7 червня 2011. Процитовано 22 вересня 2013. [Архівовано 2011-06-07 у Wayback Machine.](англ.) Наведено за англійською вікіпедією.
6. ↑  American FactFinder. Бюро перепису населення США. Архів оригіналу за 26 лютого 2012. Процитовано 31 січня 2008. [Архівовано 2008-05-21 у Wayback Machine.]

| США | Це незавершена стаття з географії США. Ви можете допомогти проєкту, виправивши або дописавши її. |